# Katsuko Kanesaka
Katsuko Kanesaka, född 1 mars 1954 i Chiba, är en japansk före detta volleybollspelare.
Kanesaka blev olympisk guldmedaljör i volleyboll vid sommarspelen 1976 i Montreal.